# گذرگاه مرزی پیشین
گذرگاه مرزی پیشین یک گذرگاه مرزی بین ایران و پاکستان است. این پایانهٔ مرزی در شهرستان راسک استان سیستان و بلوچستان و نزدیکی شهر پیشین قرار دارد و با چابهار ۱۸۰ کیلومتر فاصله دارد. در سمت پاکستان، روستای ردیگ در کنار نقطهٔ صفر مرزی است. همچنین این گذرگاه با بخش مند پاکستان ۲۰ کیلومتر، بخش تمپ ۶۰ کیلومتر، شهر تربت ۱۲۰ کیلومتر و با بندر کراچی ۶۰۰ کیلومتر فاصله دارد. نام این مرز در کشور پاکستان، «مرز مند» می‌باشد.

## پیشینه
به‌دلیل وجود پیوندهای طایفه‌ای و خویشاوندی و اشتراکات فرهنگی و اجتماعی بین مردم بلوچستان ایران و بلوچستان پاکستان، مرز پیشین از گذشته محل عبور مسافر و کالا بوده‌است؛ به‌طوری‌که در سال ۱۳۵۴ گمرک مسافری در پیشین مستقر بوده و پاسپورت ممهور به مهر گمرک پیشین موجود است و هنوز هم مردم از سراسر استان سیستان و بلوچستان برای دیدار با اقوام و آشنایان یا شرکت در مراسم‌های مختلف از این مرز به‌صورت گذر مرزی یا راهداری تردد می‌کنند.
مرز پیشین به‌دلیل نزدیکی به بندرهای مهم کشور پاکستان از جمله گوادر، جیونی و کراچی از دیرباز مورد توجه بازرگانان بوده و داد و ستد کالا بین سکونت‌گاه‌های اطراف مرز دو کشور انجام می‌شده‌است.

## بازارچه مرزی
فعالیت تجاری بازارچهٔ مرزی پیشین از سال ۱۳۷۵ آغاز شده‌است. این بازارچه در ۱۵ کیلومتری بخش پیشین قرار گرفته‌است و دارای چند سوله، باسکول، ساختمان غرفه و اداری و محوطه خاکی دیوارکشی‌شده به مساحت ۹ هکتار است. بنابر اظهارات مدیر بازارچهٔ مرزی پیشین، صادرات از این بازارچه کلاً غیرنفتی است، ولی از گمرک هم کالای غیرنفتی و هم مشتقات نفتی صادر می‌شود. وی افزود: از مرز پیشین کالاهایی از قبیل انواع کنسروجات، انواع بیسکویت، کیک و شیرینی، پفک، چیپس، انواع شکلات، لبنیات، تره‌بار (سیب درختی، پیاز و سیب‌زمینی، انواع میوه‌های مجاز و سبزیجات)، انواع مصالح ساختمانی (سیمان، گچ، سرامیک، کاشی و میلگرد)، مشتقات نفتی (قیر، پارافین، روغن موتور، ایزوگام و گریس)، گاز مایع صادراتی به‌صورت تانکر و محصولات پتروشیمی و انواع پلاستیک و کفش و دمپایی صادر می‌شود. گمرک پیشین در سال ۱۳۷۶ با چهار غرفه راه‌اندازی شد و اکنون بیش از ۵۰ غرفهٔ فعال دارد.

## تبدیل شدن به مرز رسمی
پایانهٔ مرزی پیشین در ۱ اردیبهشت ۱۴۰۰، با حضور محمد اسلامی وزیر راه و شهرسازی ایران و وزیر تولیدات دفاعی پاکستان به‌صورت رسمی افتتاح شد و بدین ترتیب این گذرگاه به مرز رسمی و قانونی تبدیل شد.
این مرز یکی از مکان‌های مناسب برای واردات دام زنده و صادرات انواع مصالح ساختمانی، مواد غذایی و سایر اقلام تولیدی ایران به پاکستان است.